# Peter Eisenman
Peter Eisenman (Newark, 11 de agosto de 1932) é um arquiteto e teórico da arquitetura norte-americano, um dos principais representantes do desconstrutivismo. O filósofo Jacques Derrida influenciou imensamente a arquitetura de Eisenman.

## Carreira

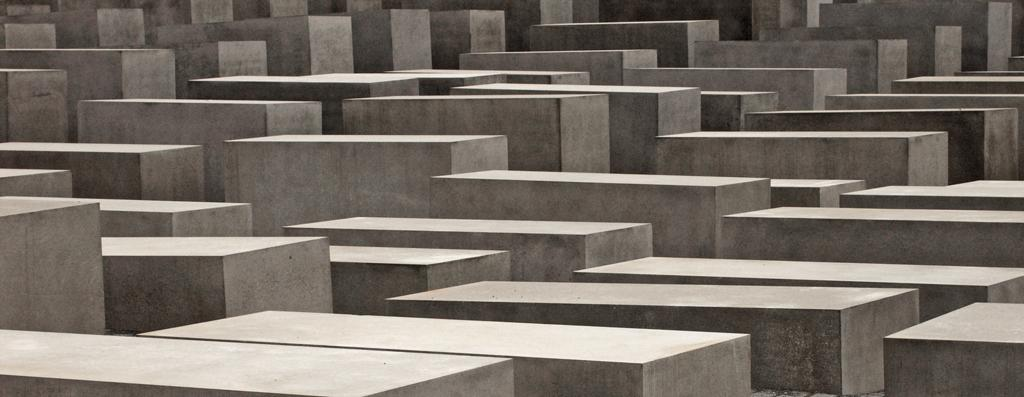
Museu do Holocausto, obra de Peter Eisenman.

Conhecido mundialmente por utilizar tecnologias de última geração, segundo Castelnou, Eisenman criou o chamado "objeto axonométrico", que representa a obra arquitetônica com um nó sintático que revela as formas, mas confunde a mente devido à distorção do ponto de fuga. Sua arquitetura se caracteriza pelo uso de formas geométricas e orgânicas que se cruzam entre planos e estruturas, onde vigamentos, perfis e superfícies são rebatidos e cortados.

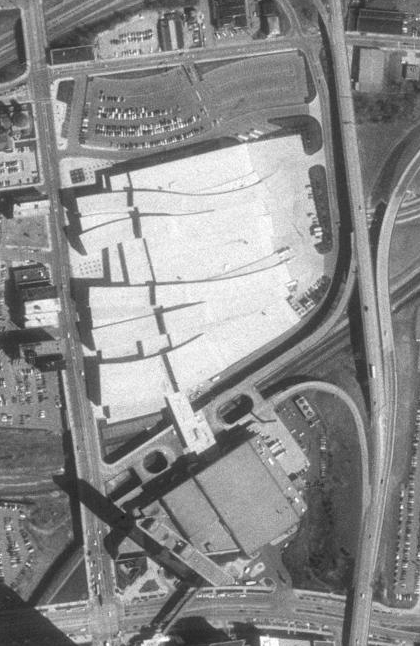
Imagem do satélite USGS do Greater Columbus Convention Center.

A partir de 1967, começa a fazer diversas pesquisas nos projetos das casas I a XI, experimentando assim diferentes metodologias compositivas, das quais a principal, é a trama ou espécie de grade cartesiana, que até hoje utiliza para compor volumetria e dividir seus espaços.
Para Eisenman, espaço, função e mobiliário devem ser estruturados a partir de um sistema mental coordenado. Desta forma, tornou-se um dos precursores da arquitetura desconstrutivista, na década de 1980. Foi diretor do IAUS, em Nova York, em um período onde trabalhou junto com Rem Koolhaas.

## Principais projetos e obras
- House VI, Cornwall, Connecticut, projeto, 1972.
- Wexner Center for the Arts, Ohio State University, Columbus, Ohio, 1989
- Greater Columbus Convention Center, Columbus, Ohio, 1993[2]
- Aronoff Center for Design and Art, Cincinnati, Ohio, 1996[3]
- Cidade da Cultura da Galiza, Santiago de Compostela, Galiza, Espanha, 1999
- Il giardino dei passi perduti, Castelvecchio, Verona, 2004
- Memorial aos Judeus Mortos da Europa, Berlim, 2005
- University of Phoenix Stadium, Glendale Arizona, 2006